# Escudo de Brandeburgo
Este artículo se refiere al escudo de armas del estado federado alemán de Brandeburgo.

## Historia
Según la tradición, el Märkischer Adler ('águila de la Marca'), o águila roja de la Marca de Brandeburgo, fue adoptada por el Margrave Gerón I en el siglo X. Gustav A Seyler afirma que Alberto el Oso de la Casa de Ascania fue el originario. Este dividió su territorio entre sus hijos, creando por lo tanto los territorios que después se convertirían en Anhalt, Brandeburgo, y Meissen.
La Marca de Brandeburgo, conocida como la 'caja de pruebas' (en alemán: Streusandbüchse; en inglés: sandbox) del Sacro Imperio Romano Germánico, fue concedida en 1415 al Burgrave Federico VI de Núremberg de la Casa de Hohenzollern. A lo largo de los siglos, los Hohenzollern hicieron esta región de pobres pantanos y bosques el núcleo de un poderoso Estado.
Después de convertirse formalmente en un feudo como Elector como Federico I de Brandeburgo, cuarteó las armas de Hohenzollern (cuartelado de sable y argén) y el Burgraviato de Núremberg (en campo de oro, un león de sable dentro de una bordura componada de gules y argén) con el águila roja de Brandeburgo.
El escusón azul con un cetro dorado, como símbolo de archichambelán (Erzkämmerer) del Imperio, fue añadido bajo Federico II (1440-70).

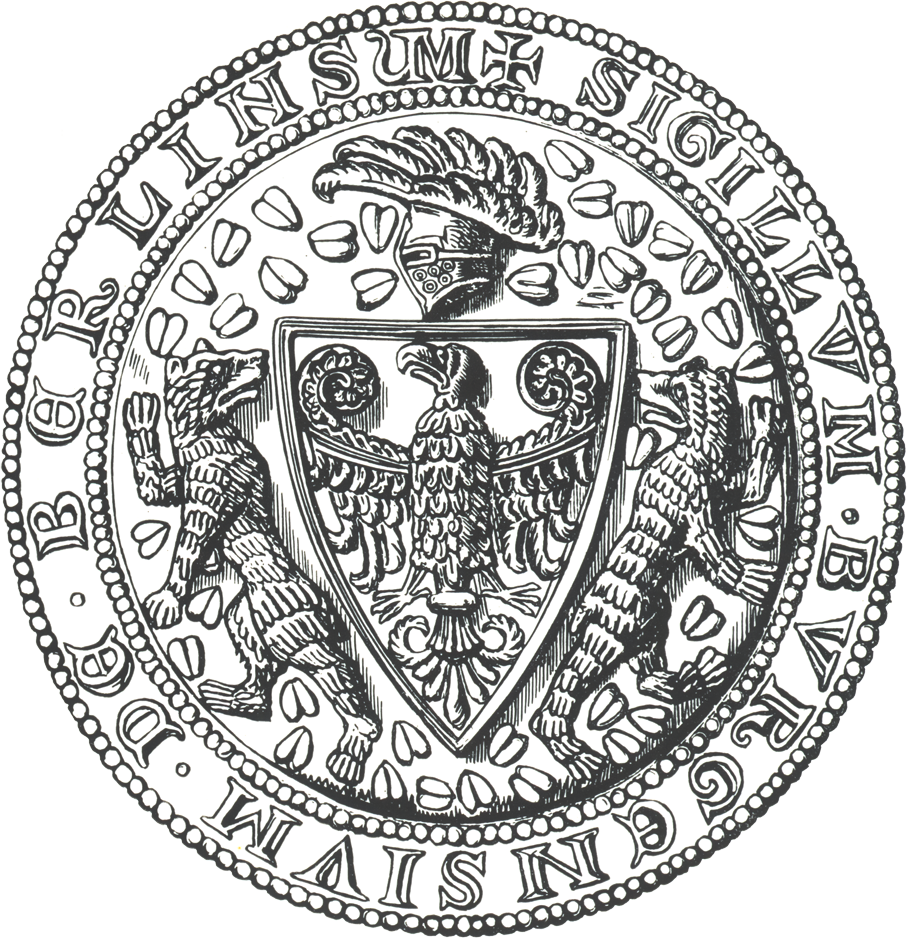
Sello de la Ciudad de Berlín (1280), mostrando el escudo de Brandeburgo en el centro.

En diciembre de 1470, el emperador Federico III dio el Ducado de Pomerania (en campo de plata, un grifo de gules), Kashubia (en campo de oro, un grifo de sable), Stettin (Szczecin) (en campo de azur, un grifo de gules) y Wenden (en campo
de argén, un grifo inclinado a siniestra de sinople y gules) en vasallaje a los electores de Brandeburgo, haciéndolos a su vez señores sobre los duques de Pomerania Occidental. Los cuarteles y crestas de estos ducado y del Principado de Rügen (partido horizontalmente, un león negro sobre oro y un muro de ladrillos en rojo y azul), sin embargo, fueron incorporados a las armas de Brandeburgo.

El Elector Juan Segismundo (1572-1619) heredó el Ducado de Prusia, fuera de las fronteras del Sacro Imperio Romano Germánico en el mar Báltico, en 1618. En 1609 la mujer de Juan Segismundo había heredado derechos sobre Cléveris (en campo de gules, un escusón de plata, sobre todo un carbúnculo de oro), La Marck (en campo de oro, una faja ajedrezada de gules y argén), Jülich (en campo de oro, un león de sable) y Berg (en campo de argén, un león de gules) en Renania. Un compromiso sobre ellos con la Casa de Wittelsbach (Palatinado-Neoburgo), recibiendo Brandeburgo solo Cléveris y Marck, fue alcanzado en el Tratado de Xanten de 1614, pero las armas de los demás principado fueron añadidas no obstante.

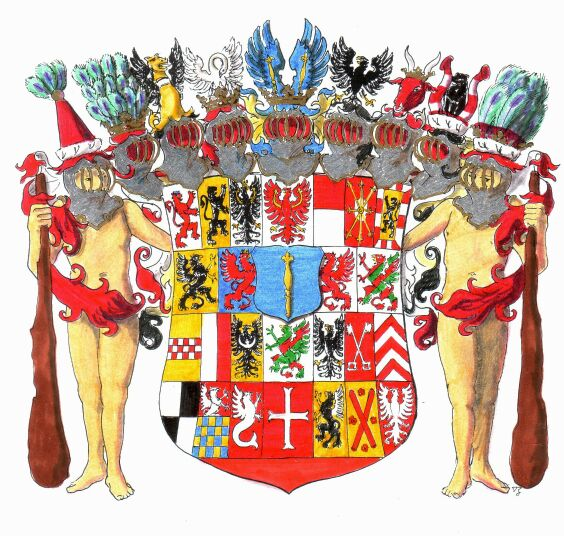
Armas de Brandeburgo-Prusia en 1686.

La Paz de Westfalia en 1648 trajo a Brandeburgo los anteriores obispados principescos de Magdeburgo (cortado de gules y argén), Halberstadt (cortado de argén y gules), Minden (en campo de gules, dos llaves de argén en cruz de San Andrés) y Cammin (una cruz anclada de plata). Rügen y Hither Pomerania, sin embargo, tuvieron que ser cedidas a Suecia como parte de la Pomerania Sueca.

Escudo del Margraviato de Brandeburgo.

Armas de la prusiana Provincia de Brandeburgo.

Fue alrededor de este tiempo que el Elector Federico Guillermo (1620-88), llamada el "Gran Elector", adoptó los "hombres salvajes" de Pomerania como soportes de sus armas. También colocó los yelmos de los extremos sobre las cabezas de los soportes.
Cuando el Ducado de Prusia ganó entera soberanía sobre Polonia en el Tratado de Wehlau de 19 de septiembre de 1657, el birrete electoral, que hasta entonces había coronado las versiones menores de las armas sobre monedas, fue adornado con arcos como en una corona ducal. El Elector Federico III cambió las armas sustancialmente cuando tomó el título de Federico I, "Rey en Prusia", el 18 de enero de 1701.

Escudo de armas utilizado entre 1945 y 1952.

En 1815, después de las Guerras Napoleónicas, la Marca de Brandeburgo fue reorganizada como la Provincia de Brandeburgo dentro del Reino de Prusia. Sus armas representaban un águila roja de Brandeburgo flanqueada por un hombre salvaje y un caballero. 
Con la disolución de Prusia después de la II Guerra Mundial, fueron creadas nuevas armas para Brandeburgo en 1945, evitando cualquier parecido heráldico con las crestas tradicionales. Mostraba un roble en frente de un sol amaneciendo sobre un fondo rojo, blanco y rojo, entonces también utilizado en la bandera oficial. Un escudo azul, blanco y verde se mostraba en la esquina superior izquierda. El pequeño escudo es la variante reversa de la bandera de la ciudad de Brandenburg sobre el Havel. Este nuevo escudo de armas nunca ganó popularidad y así no fue considerado cuando Brandeburgo recuperó la condición de Estado después de 1990. Las armas del Estado de Brandeburgo se convirtieron en un águila roja sin ornamentos.

## Estatus legal
Las armas actuales son declaradas así:

§ 1 Colores del Estado
Los colores del Estado son rojo-blanco.
§ 2 Escudo de armas del Estado
(1) El escudo de armas del Estado muestra en un escudo blanco (plata) un águila roja, mirando hacia la derecha, con alas decoradas tallos de trébol en oro y armada de oro. (Apéndice 1).
(2) El dibujo original del escudo de armas es conservado en la oficina principal de registro público de Brandeburgo.
El Primer Ministro Dr. Manfred Stolpe, Ministro del Interior Alwin Ziel Ley sobre los Símbolos del Estado del Estado Federado de Brandeburgo (Hoheitszeichen-Gesetz — HzG) de 30 de enero de 1991 (GVBl.I/91, [Nr. 04], S.26), Potsdam,  21 de marzo de 1991

## Galería

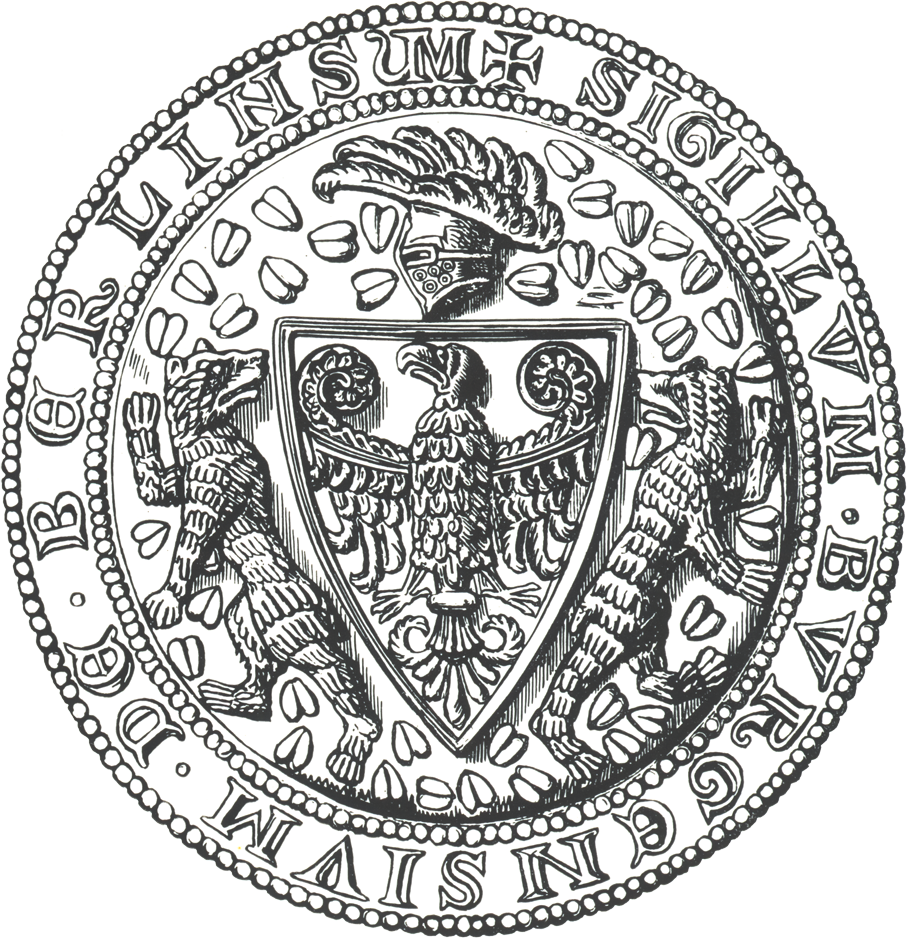
Sello de la Ciudad de Berlín (c. 1280) en donde se puede ver el escudo de Brandeburgo en el centro y, a ambos lados, dos osos como soportes
Escudo del príncipe elector del Magraviato de Brandeburgo
Escudo mayor de la Provincia de Brandeburgo en Prusia
Escudo menor de la Provincia de Brandeburgo en Prusia
Escudo de Brandeburgo (1945-1952), adoptado después de la Segunda Guerra Mundial
Escudo actual de Brandeburgo